# Зрињски Мостар
Зрињски Мостар је спортско друштво из Мостара, Босна и Херцеговина. Друштво (његово фудбалско одељење) је основано 1905. године. Током периода социјалистичке Југославије, друштво је било забрањено, а након 47 година комунистичке забране, свечано је 1992. у Међугорју формирањем „Иницијативног одбора за припрему обновитељске скупштине“ обновљено и почелео је са радом и ХШК Зрињски Мостар (фудбалско одељење спортског друштва Зрињски), клуб чије се име пола века није смело ни поменути под претњом затвора. Након обнове фудбалског одељења, почело је оснивање клубова у осталим спортовима. Спортска породица Зрињски данас се састоји од 12 клубова. Фудбалска, а понекад и кошаркашка и рукометна одељења спортског друштва Зрињски прате навијачи  Ултраси.

## Одељења
- фудбал: 
  - ХШК Зрињски Мостар
- кошарка: 
  - ХКК Зрињски Мостар
  - ЖКК Зрињски Мостар
- рукомет: 
  - ХМРК Зрињски Мостар
  - ХЖРК Зрињски Мостар
- бокс: 
  - ХБК Зрињски Мостар
- карате: 
  - КК Зрињски Мостар
- пливање: 
  - АПК Зрињски Мостар
- атлетика: 
  - ХАК Зрињски Мостар
- шах: 
  - ХШК Зрињски Мостар
- боћање: 
  - БК Зрињски Мостар
- куглање: 
  - КК Зрињски Мостар